# Psapharochrus maculatissimus
Psapharochrus maculatissimus là một loài bọ cánh cứng trong họ Cerambycidae.